# 徐志林
徐志林（1929年—？），汉族，河南人，中华人民共和国政治人物。

## 生平
中共党员，1952年8月，中共沧源县委成立，赵廷俊出任首位书记，徐志林担任副书记。1962年6月，徐志林任中共沧源县委第二任书记，兼任政协沧源县委员会主席。1965年8月，由崔石则接任。